# La Formation de l'esprit scientifique
La Formation de l'esprit scientifique (sous-titré Contribution à une psychanalyse de la connaissance objective) est un essai d'épistémologie de Gaston Bachelard publié aux éditions Vrin en 1938. Bachelard y propose une analyse de la transition entre l'esprit « préscientifique » et l'esprit « scientifique » au tournant des XVIIIe et XIXe siècles.

## Thèse
Gaston Bachelard soutient que la modernité a été marquée par la transition entre un esprit préscientifique et un esprit authentiquement scientifique. Cette évolution a été rendue possible par la prise en compte et le dépassement de ce qu'il définit comme des obstacles épistémologiques. Ce dépassement a permis la construction rationnelle d'une expérience. Celle-ci, par la longue réflexion qui la précède, dépasse l'observation directe d'un fait empirique et entraîne l'abstraction et la mathématisation du phénomène physique, seul moyen à ses yeux d'échapper aux préjugés inhérents à la nature humaine qui ont longtemps paralysé le progrès scientifique. 
Tout au long de l'ouvrage, il cite un grand nombre d'ouvrages préscientifiques illustrant les différents obstacles qu'il met en lumière, en particulier des œuvres d'alchimistes et de savants du siècle des Lumières.

## Contenu

### Discours préliminaire
Avant de commencer son argumentaire et de dénoncer les différents obstacles à surmonter pour parvenir à une connaissance objective, Bachelard présente en introduction un ensemble de lois ternaires représentant la progression dans la constitution de l'esprit scientifique.
En premier lieu, Bachelard relève trois âges de la pensée scientifique, caractéristiques d'un état de maturation de la science :
- l'état préscientifique s'étendant de l'antiquité classique jusqu'au XVIIIe siècle. C'est dans le corpus savant de cette époque que Bachelard puisera les exemples illustrant les différents obstacles.
- l'état scientifique qui commence à émerger à la fin du XVIIIe siècle, parcourt le XIXe jusqu'au début du XXe.
- l'ère du nouvel esprit scientifique dont il fixe précisément le début en 1905, au moment du bouleversement conceptuel que fut la relativité développée par Einstein.

En parallèle de cette évolution chronologique, il présente trois états traversés successivement par un esprit scientifique : l'état concret dans lequel l'esprit s'amuse du phénomène et « glorifie la Nature » ; l'état concret-abstrait où l'esprit commence une mathématisation du phénomène sans parvenir toutefois à une pure abstraction ; enfin, dans l'état abstrait, l'esprit réfute volontairement l'intuition et conçoit une abstraction totalement décorrélée de la « réalité première ».